# Supercoppa Dante Berretti 2019
La Supercoppa Dante Berretti 2019 è stata la 2ª edizione della competizione, consistente in una finale a gara unica in cui si affrontano la società di Serie C e la società di Serie A-B vincitrici della rispettiva categoria del Campionato nazionale Dante Berretti 2018-2019. Il Sassuolo era la squadra campione in carica. La Virtus Entella ha conquistato il trofeo per la prima volta.

## Tabellino
| Arbitro: | Miele (Nola) |

|                     |           |           |
| Costa 12’ Sakhi 23’ | Marcatori | 68’ Moreo |